# Seleção Sul-Sudanesa de Voleibol Masculino
A seleção sul-sudanesa de voleibol masculino é uma equipe do continente africano, composta pelos melhores jogadores de voleibol do Sudão do Sul. É mantida pela Federação de Voleibol do Sudão do Sul (SSVF). Encontra-se na 217ª posição do ranking mundial da FIVB segundo dados de setembro de 2021.